# Ismaël Boura
Ismaël Boura, né le 14 août 2000 à Bandrélé (Mayotte), est un footballeur international comorien qui évolue au poste de latéral gauche à l’ESTAC Troyes.

## Biographie

### Famille
Son frère cadet, El Amine Saïd, est également footballeur au FCM Troyes.

### RC Lens
Le 20 avril 2020, il signe son premier contrat professionnel avec son club formateur. Il fait ses débuts en Ligue 1 lors de la première journée de la saison 2020-2021, face à l'OGC Nice, le 23 août 2020. Il est titularisé pour la première fois face au FC Lorient, le 13 septembre 2020, la rencontre s'achevant par la victoire de son équipe sur le score de trois buts à deux.

### Le Havre AC (2021-2022)
La saison suivante, il est prêté en octobre 2021 au Havre AC pour une saison en Ligue 2, afin d'acquérir du temps de jeu.

### ESTAC Troyes (2023-)
En juin 2023, il met fin à son contrat avec le Racing Club de Lens, et rejoint l'ESTAC Troyes.

### En sélection
Ismaël Boura possède la nationalité comorienne et il est donc éligible avec l'équipe des Comores de football. Convoqué en mars 2023, il refuse la sélection.
Le 25 mars 2024, il honore sa première sélection lors d'un match amical opposant les Comores à l'Angola.

## Palmarès
Avec le Racing Club de Lens, Ismaël Boura est vice-champion de France en 2023.
| RC Lens                           |
| --------------------------------- |
| - Ligue 1 - Vice-Champion : 2023. |

## Statistiques
| Saison                | Club                  | Championnat           | Championnat | Championnat | Championnat | Coupe nationale | Coupe nationale | Coupe nationale | Coupe de la Ligue | Coupe de la Ligue | Coupe de la Ligue | Total | Total | Total |
| Saison                | Club                  | Division              | M.          | B.          | P.d.        | M.              | B.              | P.d.            | M.                | B.                | P.d.              | M.    | B.    | P.d.  |
| 2020-2021             | RC Lens               | Ligue 1               | 20          | 0           | 0           | 1               | 0               | 1               | -                 | -                 | -                 | 21    | 0     | 1     |
| 2021-2022             | RC Lens               | Ligue 1               | 5           | 0           | 0           | -               | -               | -               | -                 | -                 | -                 | 5     | 0     | 0     |
| 2022-2023             | RC Lens               | Ligue 1               | 9           | 0           | 0           | 2               | 0               | 0               | -                 | -                 | -                 | 11    | 0     | 0     |
| Sous-total            | Sous-total            | Sous-total            | 34          | 0           | 0           | 3               | 0               | 1               | -                 | -                 | -                 | 37    | 0     | 1     |
| 2021-2022             | Le Havre AC (prêt)    | Ligue 2               | 16          | 1           | 0           | 1               | 0               | 0               | -                 | -                 | -                 | 17    | 1     | 0     |
| Sous-total            | Sous-total            | Sous-total            | 16          | 1           | 0           | 1               | 0               | 0               | -                 | -                 | -                 | 17    | 1     | 0     |
| 2023-2024             | ESTAC Troyes          | Ligue 2               | 30          | 0           | 2           | 1               | 0               | 0               | -                 | -                 | -                 | 31    | 0     | 2     |
| 2024-2025             | ESTAC Troyes          | Ligue 2               | 31          | 0           | 4           | 2               | 0               | -               | -                 | -                 | -                 | 33    | 0     | 4     |
| Sous-total            | Sous-total            | Sous-total            | 61          | 0           | 6           | 3               | 0               | 0               | -                 | -                 | -                 | 64    | 0     | 6     |
| Total sur la carrière | Total sur la carrière | Total sur la carrière | 111         | 1           | 6           | 7               | 0               | 1               | 0                 | 0                 | 0                 | 118   | 1     | 7     |